# Amyna natalensis
Amyna natalensis är en fjärilsart som beskrevs av Hans Daniel Johan Wallengren 1865. Amyna natalensis ingår i släktet Amyna och familjen nattflyn. Inga underarter finns listade i Catalogue of Life.